# تشارلز إف. هيرلي
تشارلز إف. هيرلي هو سياسي أمريكي، ولد في 24 نوفمبر 1893 في كامبريدج في الولايات المتحدة، وتوفي في 24 مارس 1946 في بوسطن في الولايات المتحدة. نشط حزبياً في الحزب الديمقراطي. وقد انتخب أمين صندوق الدولة ‏ وانتخب Treasurer and Receiver-General of Massachusetts ‏ وانتخب حاكم ماساتشوستس ‏ (7 يناير 1937 – 5 يناير 1939).